# Gubio
Gubio è una città della Repubblica Federale della Nigeria appartenente allo Stato di Borno. È capoluogo dell'omonima area a governo locale (local government area) che si estende su una superficie di 2.464 km² e conta una popolazione di 152.778 abitanti.